# アッテンドルン

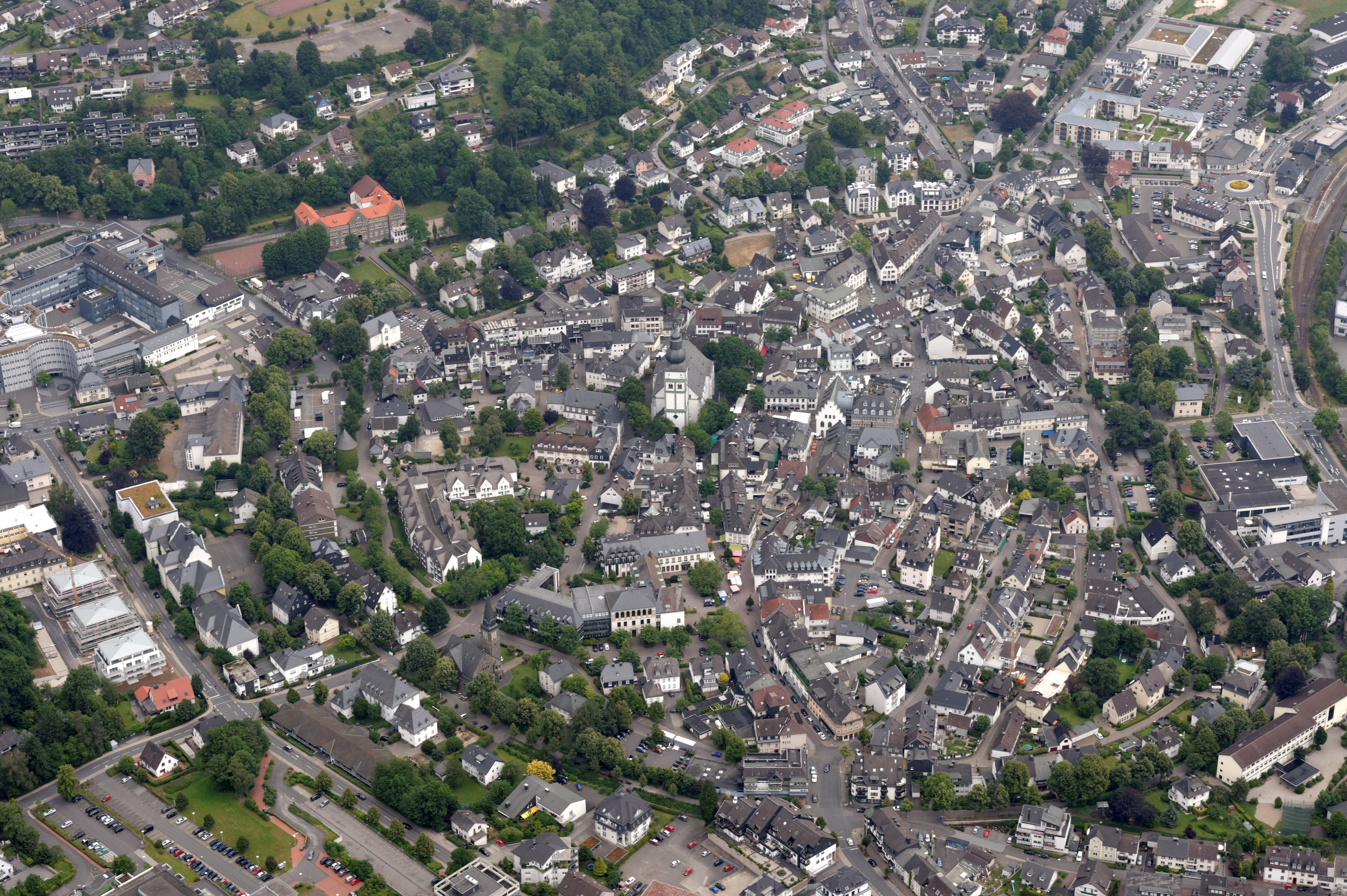
アッテンドルン中心部

アッテンドルン (ドイツ語: Attendorn,  [ˈatn̩dɔrn]) は、ドイツ連邦共和国ノルトライン＝ヴェストファーレン州アルンスベルク行政管区のオルペ郡に属す中規模郡所属市である。人口約25,000人のこの街は、ザウアーラント南部に位置している。アッテンドルンは鍾乳洞「アッタ洞窟」とビッゲ湖により地域を超えて知られている。アッテンドルンは2012年3月19日から公式に「ハンゼシュタット」（ハンザ都市）の称号を冠している。
アッテンドルンはオルペ郡の2大都市レネシュタットとオルペからわずか数kmに位置している。この立地や、最寄りの上級中心都市ジーゲン (45 km)、ハーゲン (60 km)、ドルトムント (75 km)、ケルン (85 km)との距離により、この街は昔から中級中心の機能を果たしてきた。市の経済は工業中心である。特に金属加工業は歴史的に盛んで、現在も多くの雇用を提供している。ハンザ都市は、歴史上、地域を超えた貿易を特徴としている。

## 地理

### 位置
アッテンドルン市はザウアーラント南部、オルペ郡北西部の東経 07°54'、北緯 51°07' に位置している。市域はエッベ山地自然公園に位置しており、ビッゲ湖の北数百メートルに存在する。この人造湖はレネ川支流のビッゲ川を堰き止めたものである。ビッゲ堰止め湖のダムの下流がこの街に流れ込んでいる。
市域の最高地点はリューエンハルト（海抜 636 m）である。中核市区の北東に位置するアーハウザー堰止め湖は海抜 244 m である。市の面積は 97.85 km2 で、その約半分が森林で覆われている。

### 地質学
アッテンドルンはライン・シーファー山地の北東に位置している。ここはデボン紀（約4億年前）に形成された石灰の岩礁であるアッテンドルン＝エルスパー・ドッペルムルデの西端にあたり、地殻構造上は横ずれ断層の結果隆起したものである。アッテンドルンから始まる谷はフレッターまで、反対側はエルスペ近郊のニーダーヘルデンまで続いている。ここにはデボン紀中期後半の洞窟が数多く存在する。このうちアッタ洞窟は、一般に立ち入りが可能な唯一の洞窟である。

### 市域の広がりと土地利用
市域は、南北の幅 10.89 km、東西の幅 14.57 km で、面積は 97.95 km2 である。以下に土地利用の詳細を示す:
| 土地用途別面積 | 面積 (km2) | 占有率 |
| -------------- | ---------- | ------ |
| 農業用地       | 24.38      | 24.9 % |
| 森林           | 51.60      | 52.7 % |
| 住宅・産業用地 | 8.12       | 8.3 %  |
| 交通用地       | 6.71       | 6.9 %  |
| 水域           | 5.58       | 5.7 %  |
| その他の用途   | 1.56       | 1.6 %  |

### 隣接する市町村
アッテンドルンは、北から時計回りに以下のオルペ郡およびメルキッシャー郡の市町村と境を接している: プレッテンベルク（北）、フィネントロプ（北東）、レネシュタット（東）、オルペ（南）、ドロルスハーゲン（南西）、マイネルツハーゲン（西）、ヘルシャイト（北西）である。

### 市の構成
アッテンドルン市は、人口約 14,000人の中核市区と、55の集落や住宅地からなる。住宅地「ヴィッペスクーレン」や「アウフ・デム・シルデ」および工業地区「エネスト」、「アスカイ」、「ドナーヴェンゲ」の開発により、ビークホーフェン、エネスト、ホルツヴェーク市区は近年中心部とともに発展してきている。ノイ＝リスターノール、ペータースブルク、クラークハンマー、エーヴィヒ、ビッゲン、シュネレンベルクといった集落も、主邑であるアッテンドルンのすぐ近くに位置している。このため、この中心となる居住地域の総人口は18,000人を超える。

### 気候
アッテンドルンの特徴は、市内に約400 m におよぶ高度差があることである。ビッゲ川の谷の盆地に位置するアッテンドルン市中心部は、周囲の丘陵地にまで広がっている。この立地が気候にも影響しており、局地的に異なる気温を観測する。
市の中心部も位置している高度 300 m 付近の年間平均気温は 8 ℃であるが、450 m 付近では 7 ℃、600 m 付近では 6 ℃である。特に冬には、高度が上がるにつれて気温が大きく低下する。市全域の気象データのピーク値は、最低気温が -27 ℃、最高気温が +34 ℃である。
気温が低いことの原因として、この地域の日照時間が短いことが挙げられる。オルペ郡はノルトライン＝ヴェストファーレン州で最も日照時間が短い。また、アッテンドルンでの年間日射量の平均値は 930 kWh/m2 であるが、州西部のそれは 1,010 kWh/m2 である。
年間降水量は約 1,100 mm である。年間を通じてほぼ均等に降るが、冬季は約 300 mm と降水量の多い季節である。
気候上重要な地域環境としては、冷たい空気が集まり、周囲の水を排水する谷に位置することが挙げられる。特にビッゲ川、イーネ川、レペ川の谷が重要である。

## 歴史
この街は、気候が良く、肥沃な土地で、交通の便が良いアッテンドルン＝エルスパー・ドッペルムルデに位置することから、先史時代からすでに定住が行われていた。しかし、しっかりとした集落は、中世以降に初めて証明されている。
本市は、ハイデン街道といわゆる「王の道」の2つの街道の交差点に位置していた。カール大帝の時代に原初教会区が設けられた。聖ヨハネス教会の敷地の下に布教教会の基礎が遺っている。1072年にケルン大司教アンノ2世がグラーフシャフト修道院を設立し、アッテンドルンの農場の権利を付与した。グラーフシャフト修道院の文書に、アッテンドルンに関する最初の記述が遺されている。
1222年、ケルン大司教エンゲルベルト2世フォン・ベルクの下、市はゾースト法を授けられ、都市権を獲得した。1200年頃に築城されたシュネレンベルク城と、1248年のヴァルデンブルク城の獲得がこの地域におけるケルン大司教領の利権保護に役立った。
アッテンドルンは、9つのツンフトを持つ、主に羊毛やリンネルの織布で重要な街であった。この他に、ケルン大司教に属すヴェスファーレン公領のマルク伯領に対する国境の防衛として、さらにはケルン大司教区の首席司祭座としての政治上・教会上の位置づけは、この街に富と繁栄をもたらした。ザウアーラントのいくつかの都市と同様に、アッテンドルンは1255年にライン都市同盟に加盟した。アッテンドルンはドイツ・ハンザの間接的な加盟者であり、このためゾーストでの大規模なハンザ会議に参加した。
1200年頃にはすでに、アッテンドルンは大司教の貨幣鋳造所所在地であった。アッテンドルンで鋳造された中世の貨幣は、ブリュッセルからポーランドのウブニツェまで、さらにはゴットランド島でもその存在が証明されている。
14世紀初めから現代まで教会と墓地を有する病院が市壁の前に建っていた。1420年にハインリヒ・ヴェーケがエーヴィヒ修道院を創設した。この修道院が1429年に貧民施療院を設立した。街はしばらくの間とても裕福で、ケルン大司教に信用貸しをするほどであった。さらに大司教とゾースト市との紛争の際には大司教を支援した。ゾーストのフェーデで本市は、1444年から1445年にビルシュタイン家の城と領土の征服を手助けした。
1464年、1597年、1598年、1613年の4回、ペストが街を襲った。1613年、1623年、1656年、1710年、1732年、1742年、1783年には大火が街を荒廃させた。1656年には、街の半分が失われた。さらにこの街は、戦争、重税、宿営に苦しめられた。たとえば、1280年のリムブルク継承戦争、1444年から1449年のゾーストのフェーデ、1583年から1584年のケルン戦争、1618年から1648年の三十年戦争などである。アッテンドルンはナポレオン時代に最悪の経済状況となった。市は19世紀半ばにやっと立ち直った。国家社会主義の時代、市のユダヤ系住民は追放されるか殺害されるかであった。彼らを追悼して、2006年と2008年に合計14基のストルパーシュタイン（躓きの石）が芸術家グンター・デムニヒによって埋設された。
第二次世界大戦中、アッテンドルンは、1945年3月28日に爆撃を受け、6月15日には弾薬類の大爆発によりひどく破壊された。

### 現代
アッテンドルンは2010年1月1日から中規模郡所属市となっている。この新しい称号の下、市は、土木監督役所、専任の消防団の運営、卒後教育施設の維持といった新しい業務を行うこととなった。市は、青少年指導の運営者となった。これはそれまでオルペ郡の業務であった。経済基盤上の理由からこのステップは当初移譲されないままであった。
2015年から2023年までアッテンドルン内市街の別の部分が改修されることになっている。これにより、「交通および（近郊）移動」「内市街経済立地」「都市建設、都市景観、空き地の質向上」「住まいと生活」の4つのフィールドを含む「統合された内市街発展コンセプト」に基づく措置が執られる。このコンセプトの一環として、交通の運行と駐車のコンセプトが最適化される。交通用地と駐車場の造設が都市景観の改善をもたらす。たとえば新しい映画館、旧郵便局を広い飲食施設に改造すること、駅を文化センターに改築することといったインフラストラクチャーの改革は、小売店が利用できる広い土地を用意しただけでなく、内市街を魅力的で活気ある場所にしている。2022年には市の創設800年祭が始まる。それまでに市の改良はさらに進展しているであろう。
地元の産業地区の需要を充たすために、工業地区「フェルンホルテ」の新設がなされている。広さ 27.31 ha の土地が産業利用のために用意される。しかしその実現には大きな費用が必要である。もとの地権者による長い抵抗や、自然保護運動を背景とした住民主導の訴訟によれば、土地の修復には 696,000 m3 の土地が必要となる。このプロジェクトには1200万ユーロの資金が必要である。

### 市町村合併
1969年7月1日にアッテンドルン＝ラントとヘルデンが合併した。

### 人口推移

アッテンドルンの人口推移

## 住民

### 宗教
アッテンドルン周辺地域では、宗教は社会生活においても常に重要な役割を担っていた。その最も良い例が、毎年信仰の目玉となる復活祭の習慣である。

#### カトリック
アッテンドルンの住民の多くはカトリックを信仰している。アッテンドルンはパーダーボルン大司教区に属し、中間レベルでは、南ザウアーラント首席司祭区の管轄である。この首席司祭区は2006年7月1日にそれまで独立していたアッテンドルン首席司祭区、エルスペ首席司祭区、オルペ首席司祭区から形成されたもので、オルペ郡とほど同じ範囲を管轄している。下位レベルでは、市域と完全に重なる司牧連合が存在する。この司牧連合には9つの教会組織が加盟している。フランシスコ会が移転し、20世紀末にフランシスコ教会が解体された後もアッテンドルンには修道会が存在している。ウルズラ修道会がそれである。

#### 福音主義
アッテンドルンには、福音主義ルター派教会組織が存在する。教会員は 3,559人で、市域全体に広がっており、このため2つの管区に分けられている。この街には2つの福音主義の教会堂が存在する。アッテンドルン中心部の救世主教会とペータースブルク市区の平和教会である。福音主義教会は図書館と、キリスト教青年会の支部を有している。1998年に、月に1回困窮者に無料で食事を提供する「アッテンドルナー・ターフェル」（アッテンドルンの食卓）が発足した。

#### イスラム教
アッテンドルンには、DITIBのイスラム教組織が1986年から存在している。この教会は市の中心部に Yeni モスクを有している。このモスクフェラインには約200人のムスリムが参加している。

#### その他の宗教組織
上述の宗教組織の他にも、アッテンドルンには宗教組織が存在する。たとえば、いくつかの礼拝所を持つ新使徒派教会、クロスライト・イエズス・ツェントルム・ザウアーラント自由教会 e.V.、クリストリッヒェ・ゲマインデ・アッテンドルンなどである。

## 行政

### 議会
38人の市議会議員が、約25,000人の市民を代表している。

### 首長
2014年の選挙で SPDの候補者クリスティアン・ポスピシルが市長に選出された。彼は無所属の前任者ヴォルフガング・ヒレケから職務を引き継いだ。
第二次世界大戦後の市長を以下に列記する:
- 1945年: ヴォルフラム・エーバース (CDU)
- 1945年 - 1946年: ヨハネス・ヴェーバー (CDU)
- 1946年: ヨーゼフ・マイヴォルム (SPD)
- 1946年 - 1948年: ロベルト・シュミット (CDU)
- 1948年 - 1949年: エーリヒ・ベルクホフ (CDU)
- 1949年 - 1950年: アウグスト・ブルーゼ (SPD)
- 1951年 - 1952年: ロベルト・シュミット (CDU)
- 1952年 - 1969年: アロイス・アルブス (CDU)
- 1969年 - 1978年: カール・ハンマー (CDU)
- 1978年 - 1994年: ヨーゼフ・リューナウファー (CDU)
- 1994年 - 2009年: アルフォンス・シュトゥンプフ (SPD)
- 2009年 - 2014年: ヴォルフガング・ヒレケ
- 2014年以降: クリスティアン・ポスピシル (SPD)

### 紋章と印章
この街の紋章は、銀地に黒い梁十字、右上（向かって左上）角に右（向かって左）と向いた赤い三日月。現存する最も古い1243年の印章には、ケルン大司教の守護聖人である聖ペトロと、その頭の近くに鍵と三日月が描かれている。後の印章では、ケルン選帝侯の盾に座った姿が描かれている。1910年、現在の姿の紋章が公的に認可された。自治体再編後1970年にこの紋章の使用が改めて認可された。三日月は、洗礼者聖ヨハネを暗示している。洗礼者ヨハネは教区組織の守護聖人であり、かつては秘密印にも用いられていた。

## 文化と見所

### 自然・景観保護
アッテンドルンには、欧州保護地区（FFH-地区）「Kalkbuchenwälder, Kalkhalbtrockenrasen und -Felsen südl. Finnentrop」の一部がかかっている。広さ 220 ha の FFH-地区の他の部分はフィネントロプおよびレネシュタットに広がっている。市内には13の自然保護地区 (NSG) がある: リューエンハルト水源地区 (0.68 ha)、ビッゲン採石場 (11.50 ha)、ビッゲの川縁の森 (4.08 ha)、レペ (2.94 ha)、ハウスシュラーデ (22 ha)、ブライター・ハーゲン (20.28 ha)、デュンシェーダー・ハイデ (1.35 ha)、インデア・シュテッセ (17.10 ha)、ベルデバッハタール (36.07 ha)、ヴンダーヴェルトヒェン (0.73 ha)、ヴェーゼバッハタール (1.38 ha)、アッタ洞窟 (13.27 ha)、エッシェンバッハ川の原流域 (20.60 ha)、ギルベルクインゼル (96.65 ha)。最も印象的で、最も訪問客数が多いのがアッタ洞窟自然保護地区である。
アッテンドルンには9つの自然文化財がある: 4つの岩（フェルス＝シュタイルハング・ビッガー・コプフ (0.67 ha)、フェルス＝アウフラーグング・ビッガー・コプフ (0.44 ha)、ドラッカーシュタイン岩 (0.69 ha)、アー＝シュルター岩 (1.03 ha)）、4本の樹木（シナノキ 2本、ブナ 1本、オーク 1本）、2つの樹木群（オーク）である。また、市内には、広さ 0.11 ha から 9.67 ha まで 28の保護景観構成物 (LB) がある。
アッテンドルンの市域は1964年に指定されたエッゲ山地自然公園に属している。自然公園の大部分がその創設から景観保護地区に指定されている。2006年11月30日に市域東部に対してアッテンドルン＝ヘッゲン＝ヘルデン景観計画が適用された。この景観計画はフィネントロプ西部に対しても適用される。これにより、すでに家屋が建っている集落部分や建設計画の適用地域を除くすべての土地が、自然保護区などのより高度な状態にない限りは景観保護地区となる。この景観保護地区は2つのカテゴリに分けられる。タイプ A は一般的な景観保護地区、タイプ B が特別景観保護地区である。タイプ A の景観保護地区では建造物の建設や、植林の開始、クリスマスツリー栽培地の新設が禁止されている。タイプ B ではこれに加えて、草地や休閑地の多目的への転用が禁止されている。タイプ B は多くの部分地区に分かれているのに対して、タイプ A は1つの土地で形成されている。
市域内には、水源や岩石など、法的に保護されているビオトープが数多く存在する。保護されたビオトープはいずれもその希少性のために保護対象となっており、上述の保護カテゴリとは無関係である。
アッテンドルンにはワシミミズクの他、アオサギ、ナベコウ、アカトビ、ワタリガラスなど大型の鳥類が飛来する。

### 博物館

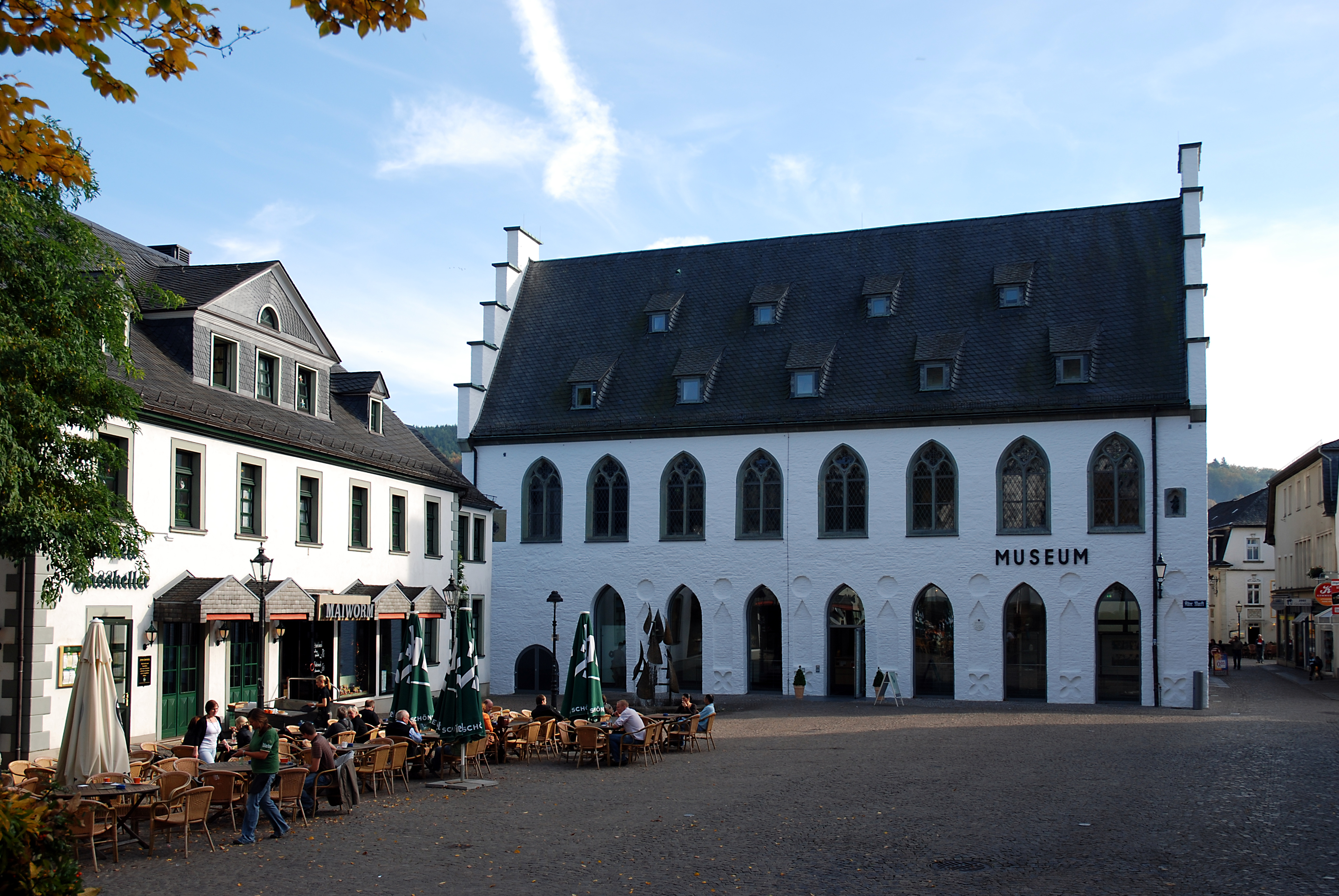
南ザウアーラント博物館（旧市庁舎）

南ザウアーラント博物館は、市の中心部、マルクト広場に直接面している。この博物館は、オルペ郡の文化史に関する展示の他、ヴェストファーレン錫人形展示室があり、市の歴史に関する情報を提供している。数年にわたる改修の後、2008年6月に改訂された展示コンセプトの下で再オープンした。この博物館は、アッテンドルン市とオルペ郡が共同で運営している。この博物館は長らく「郡郷土博物館」と呼ばれていた。
消防署の敷地内に、1986年から消防博物館が設けられている。4月から10月までの第1、第3週末に開館しており、消防車両、制服、消火用具などの歴史的展示物が紹介されている。

### 図書館
アッテンドルンには市立図書館が存在しない。この機能はカトリックの公共図書館が担っている。この図書館は1851年から存在している。この図書館は洗礼者聖ヨハネ教会が運営しており、約 14,000点のメディアを収蔵している。
この他に、2002年から福音主義の青少年図書館がある。この図書館は1957年に設立された公共図書館に由来する。この図書館では 9,000点以上のメディアが貸し出されている。

### 定期的な文化イベント

#### 射撃祭
伝統的な射撃祭が、毎年7月の第1週末に開催される。祭りの幕開けは、「ビーアプローベ」と呼ばれる祝祭テントの中で行われる。月曜日に「ケーニヒスシーセン」（直訳: 王の射撃）が始まる。この催しでは、他の多くの射撃祭とは異なり、「フォーゲルケーニヒ」（直訳: 鳥の王）とさらに「シャイベンケーニヒ」（直訳: 円盤の王）の2人の射撃王が選ばれる。
アッテンドルン射撃協会 1222 e.V. は、1222年にアッテンドルンに都市権が授けられたことに起源を持つ。アッテンドルン市民からなる射撃手たちは、当時市の防衛や市周辺の要塞施設の維持管理を行った。

#### 謝肉祭
アッテンドルンは、南ヴェストファーレンの謝肉祭（カーニバル）の牙城である。市域には多くのカーニバルクラブがあり、その一部は独自のカーニバルの集まりを主催している。カーニバルのイベントのピークは、11時11分頃にアッタ洞窟から出発するスミレの火曜日のパレードである。2,000人以上の参加者と3万人近くの見物客が訪れるザウアーラント最大級のイベントの1つである。これが、この街が「第5の季節」に「小ケルン」と呼ばれる理由である。このパレードでは「カットフィラー」（直訳: 猫の化を剥ぐ奴）というかけ声が掛けられる。これは歴史中に起源を持つ。近くに位置するビルシュタイン城が征服された際、包囲されたアッテンドルンの住民によって誤って猫がクロスボウで撃たれたという伝説に基づいている。

#### ガウクラーフェスト
1988年から毎年夏にアッテンドルンのガウクラーフェスト（直訳: 奇術師祭）が開催されている。これはコメディー、音楽、芸術、演劇のプログラムがあり、2万人以上が訪れる祭である。この祭りでは、多くのステージに有名なタレントが出演する。ムジークビューネ（音楽ステージ）では毎年全国的に人気のバンド、それほど有名でないバンド、近隣地域の無名のバンドが演奏を行う。

#### アッテンドルンの消防祭
6月の最終週末に伝統的なアッテンドルンの消防祭が開催される。アッテンドルン射撃協会 1222 e.V. の射撃祭の1週間前にアッテンドルン消防団の団員は住民たちを全家族のための祭に招待する。このイベントのハイライトは、毎年土曜日の夜 22:30頃に消防署の屋根から打ち上げられる夏の夜の大花火である。

### 習俗

#### 復活祭行事
アッテンドルンの人々は、数多くの復活祭行事を護っている。聖土曜日のゼンメルゼーグネン、聖土曜日と復活祭の日曜日の復活祭の十字架を創り、建て、燃やすといった習慣である。
ゼンメルゼーグネン: 「オスターゼンメル」と呼ばれるアッテンドルンの復活祭のパンは、キュンメル（キャラウェイのリキュール）を混ぜ、復活祭前の週に地元のパン釜で焼かれたパンである。特に目立つのが、パンの端の切り込みで、これにより魚のひれのような外観となる。魚はキリスト教の古い象徴である。聖土曜日には、アッテンドルン住民は14時頃に教区教会前に集まり、ゼンメルが司祭によって祝福される。この習慣は、早くも1658年に文献に記録されているが、おそらくはそれより以前から行われていたと考えられる。

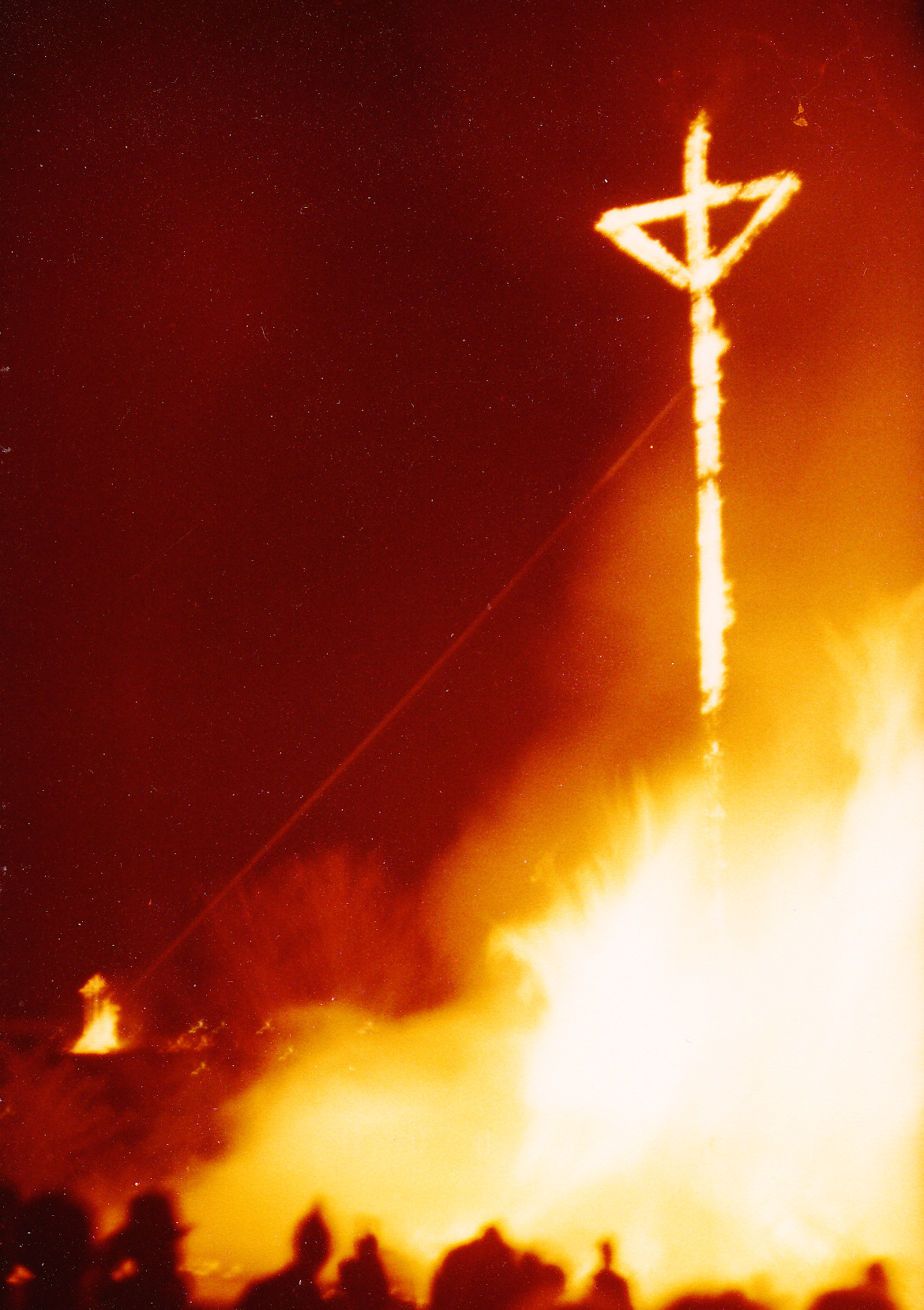
オスターフォイアー

オスターフォイアー（復活祭の火）: 復活祭前の週にオスターフォイアーフェラインの人々（ポスケブリューダーと呼ばれる）が「ホルツシュテレン」（木の切り出し）のために周囲の森へ行く。ここで、復活祭の日曜日に復活祭の十字架を燃やすのに使われる「ビュルデン」と呼ばれる薪の束が準備される。オスターフォイアーフェラインは、4つの「ポルテ」に分けられている。エネスター・ポルテ、ケルナー・ポルテ、ニーダーステ・ポールテ、ヴァッサーポーテである。これはそれぞれ別の市門から出入りするかつての街区に由来している。これはアッテンドルンの住民が、本人が生まれた、あるいはその家族が住む「ポルテとともにある」ことを意味している。聖土曜日のゼンメルゼグネンの後、4つのポルトのメンバーは市の森に行き、大きなトウヒの木を切り倒す。その後木は街に運び込まれ、マルクト広場で計測される。これはコンテストでもある。最も太く、最も長い木を得ようとするのである。その後「オスターケッペ」が行われる。これは復活祭の日曜日に、街の郊外や市外の高い場所に復活祭の十字架を立てるものである。この日、人々は「ケッペン」に集まり、夜にトウヒを燃やす準備をする。横木を取り付けられたトウヒは藁を巻き付けられ、真っ直ぐに立てられる。その後用意されたビュルデンが復活祭の十字架の下に積み重ねられ、藁が巻かれる。20:40頃にポスケブリューダーが「ファッケルシュヴェンケン」（直訳: たいまつを揺らす）を始める。復活祭のろうそくの炎であらかじめ点火されたたいまつによって、トウヒの木材から切り分けられたたいまつに火がつけられる。人々は復活祭の十字架に向かい、体の前や横で直立させたたいまつを揺らす。21時頃、教区教会の塔の十字架の照明が点くと、たいまつがビュルデンに向かって投げ込まれ、十字架が炎に包まれる。21:30頃、かつての4つの市門の場所で、4つの輝く十字架に先導された4つの復活祭の行進の隊列が洗礼者聖ヨハネ教区教会に向かって動き出す。この教会で、オスターフォイアーの光を閉じる祈祷が行われる。

### 建築物

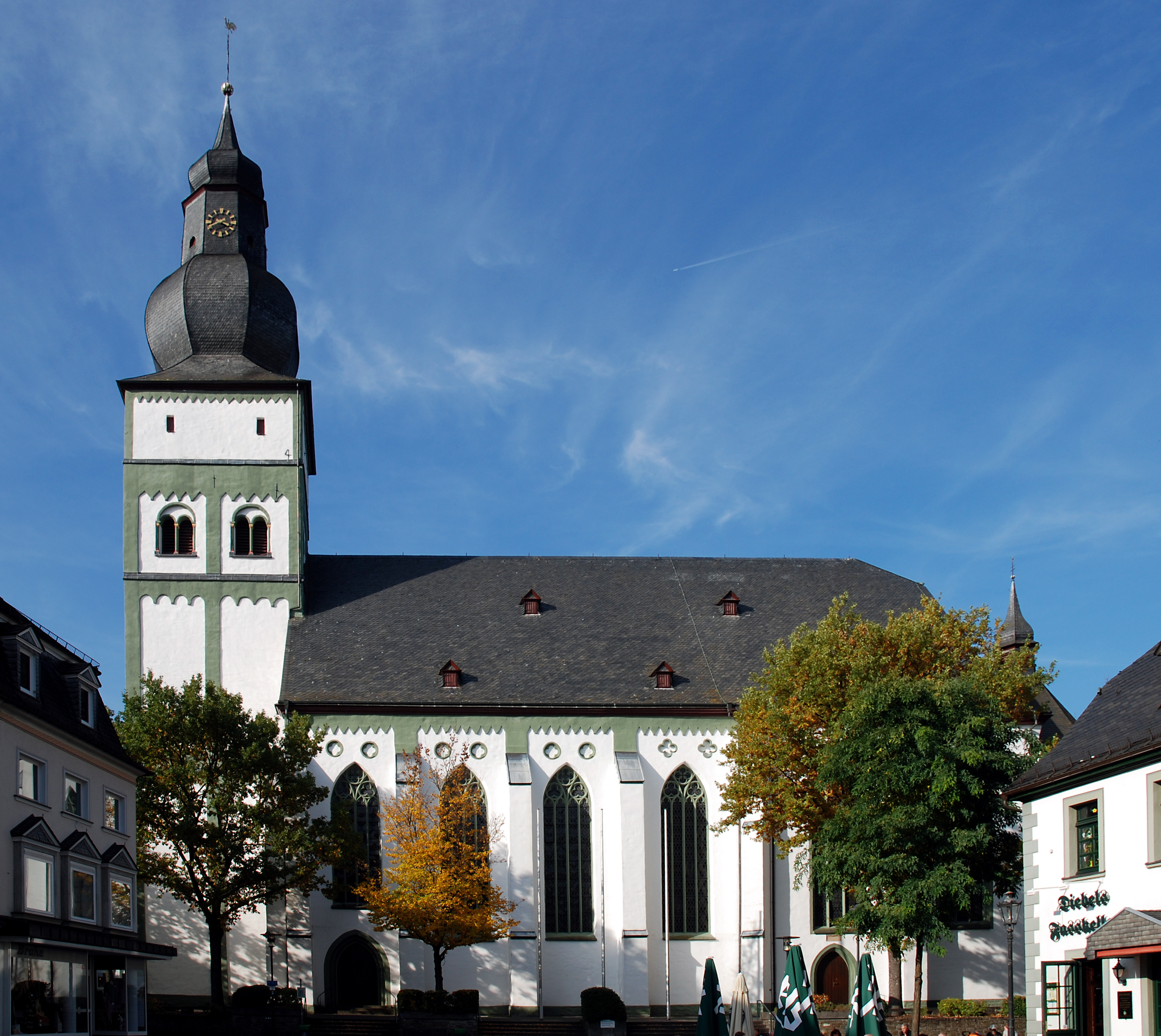
洗礼者聖ヨハネ教区教会

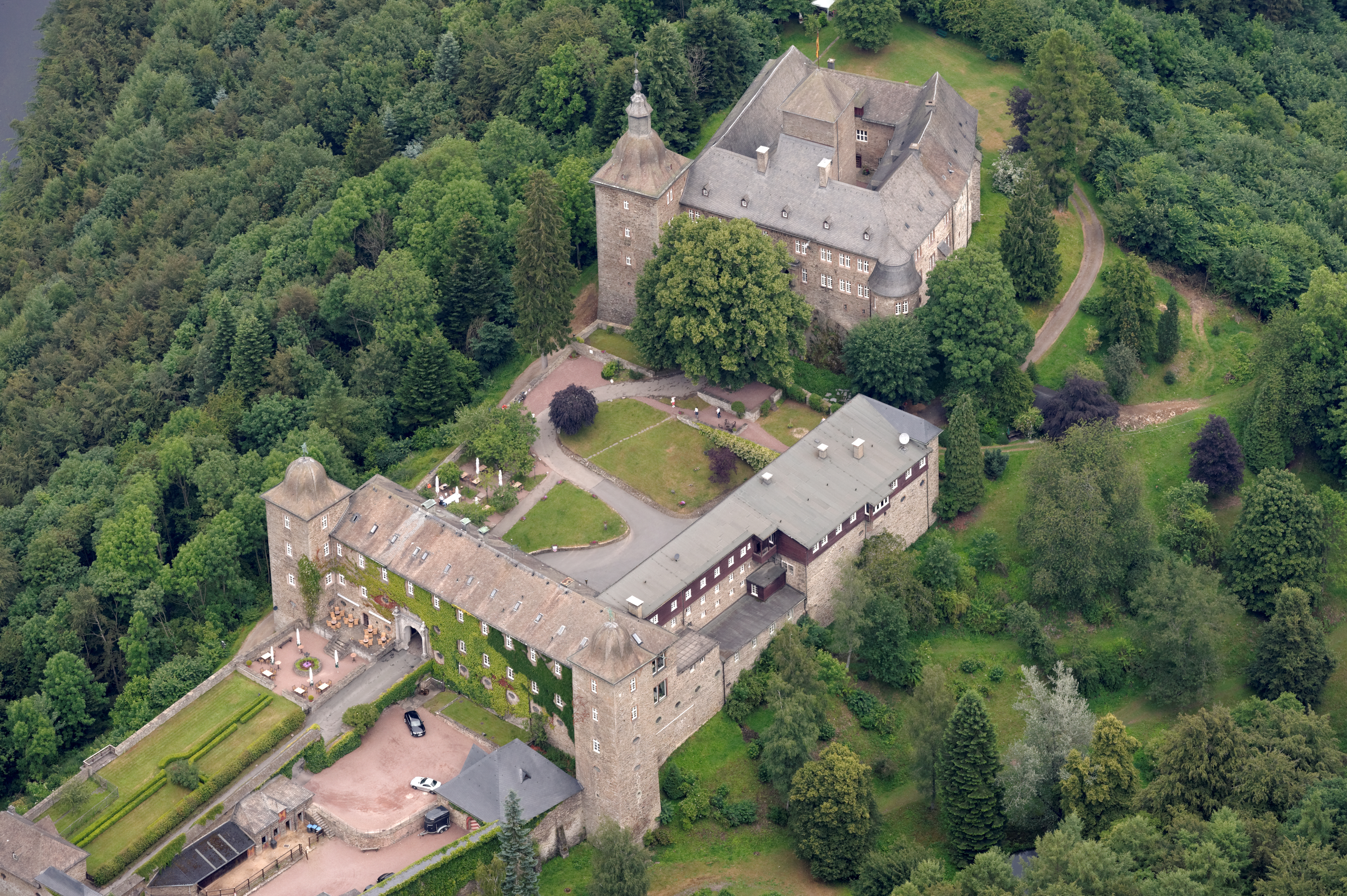
シュネレンベルク城

- 洗礼者聖ヨハネ教区教会 - 洗礼者聖ヨハネ教区教会は「ザウアーラント聖堂」とも呼ばれる。この教会は1200年頃に建設されたロマネスク様式の塔（ドイツ語版、英語版）と14世紀に建てられたゴシック様式の長堂（ドイツ語版）からなる。1634年からこの教会を飾っている、バロック様式のボンネット型の塔の屋根が人目を引く。
- この他に市内には、歴史的な旧聖バルバラ施療教会、近代的な聖ヨーゼフ教会、1914年にユーゲントシュティール様式で建設された福音主義の救世主教会、ビッゲゼー（湖）の畔にあるヴァルデンブルクの礼拝堂がある。
- 旧市庁舎 - 旧市庁舎は、おそらく14世紀半ばに建設され、18世紀と19世紀に大きく改築された。1962年から1964年に、いくつかの調査結果や教区教会に保管されていた史料に基づいて、元の姿に復元された。内装全体、アンティークなガラス窓と灯台の調度はアーヘンの芸術家ベノ・ヴェルトが担当した。1階の開放的なアーケードは、商売のホールとして利用されていた。この建物には修復された階段破風（ドイツ語版、英語版）が取り付けられている。現在、この建物の中には南ザウアーラント博物館が入居している。
- シュネレンベルク城 - 市の丘陵にシュネレンベルク城が建っている。この城は1594年からフュルステンベルク男爵家（ドイツ語版、英語版）の所有となっている。この年に、後にヴェストファーレン公領（ドイツ語版、英語版）の代官となるカスパー・フォン・フュルステンベルクが、当時帝国直轄城砦であったこの城を購入した。この城は南ヴェストファーレンで最大にして最強の城砦施設であるとされている。ここにはホテルとレストランが入居している。
- エーヴィヒ修道院 - アッテンドルンの門前にあった旧アウグスチノ会エーヴィヒ修道院は現在、アッテンドルン刑務所の一部となっている。
- 市壁の塔 - 1812年に取り壊された市の防衛施設の内、13世紀に建設されたプルファー塔とビーケ塔が遺されている。ビーケ塔はアッテンドルン射撃協会 1222 e.V. に武器庫として利用されている。旗、王の鎖、甲冑などが、5月から10月までの土曜日の11時から13時に見学できる。塔の防火貯水池に向いた側の壁の痕跡からかつての市壁の高さが推測できる。

- 旧バルバラ施療教会
- 福音主義救世主教会
- ヴァルデンブルク礼拝堂
- 旧エーヴィヒ修道院
- プルファー塔
- ビーケ塔

### 自然文化財

#### アッタ洞窟

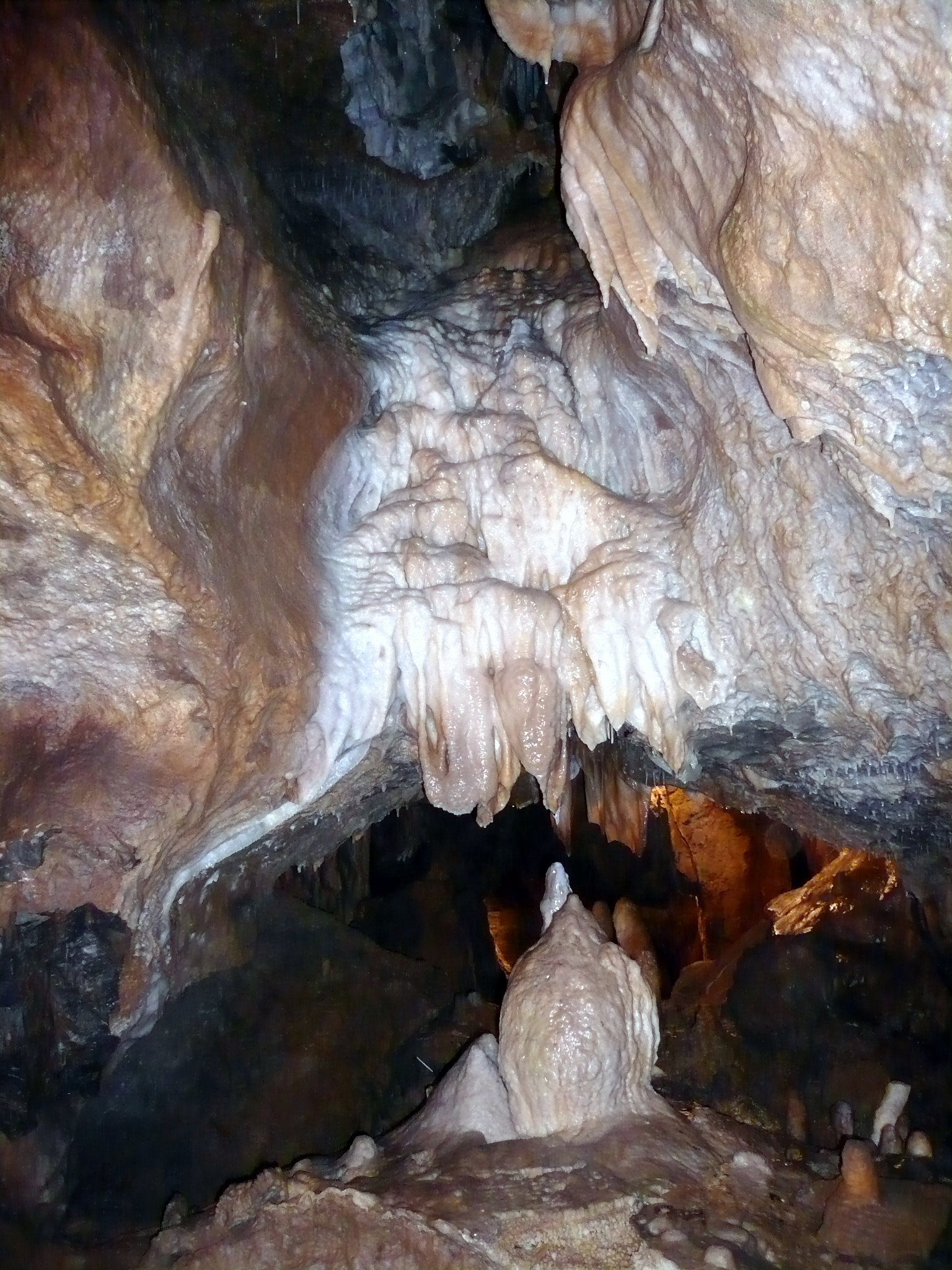
アッタ洞窟

南ザウアーラントに位置するこの街の最も有名な見所がアッタ洞窟である。1907年に石灰採掘の際に発見された、ドイツで最大級の洞窟の1つである。この洞窟は鍾乳洞であり、したがって、その成因はアッテンドルン＝エルスパー＝ドッペルムルデに広がる石灰岩質の地層が二酸化炭素が溶けた雨水によって溶食したことによる。

#### ビッゲタール堰
市域の南部にビッゲタール堰の堰堤がある。リスタータール堰やアーハウザー堰止め湖とともに、本市およびその周辺に大きな近郊保養地区を形成している。

### スポーツ

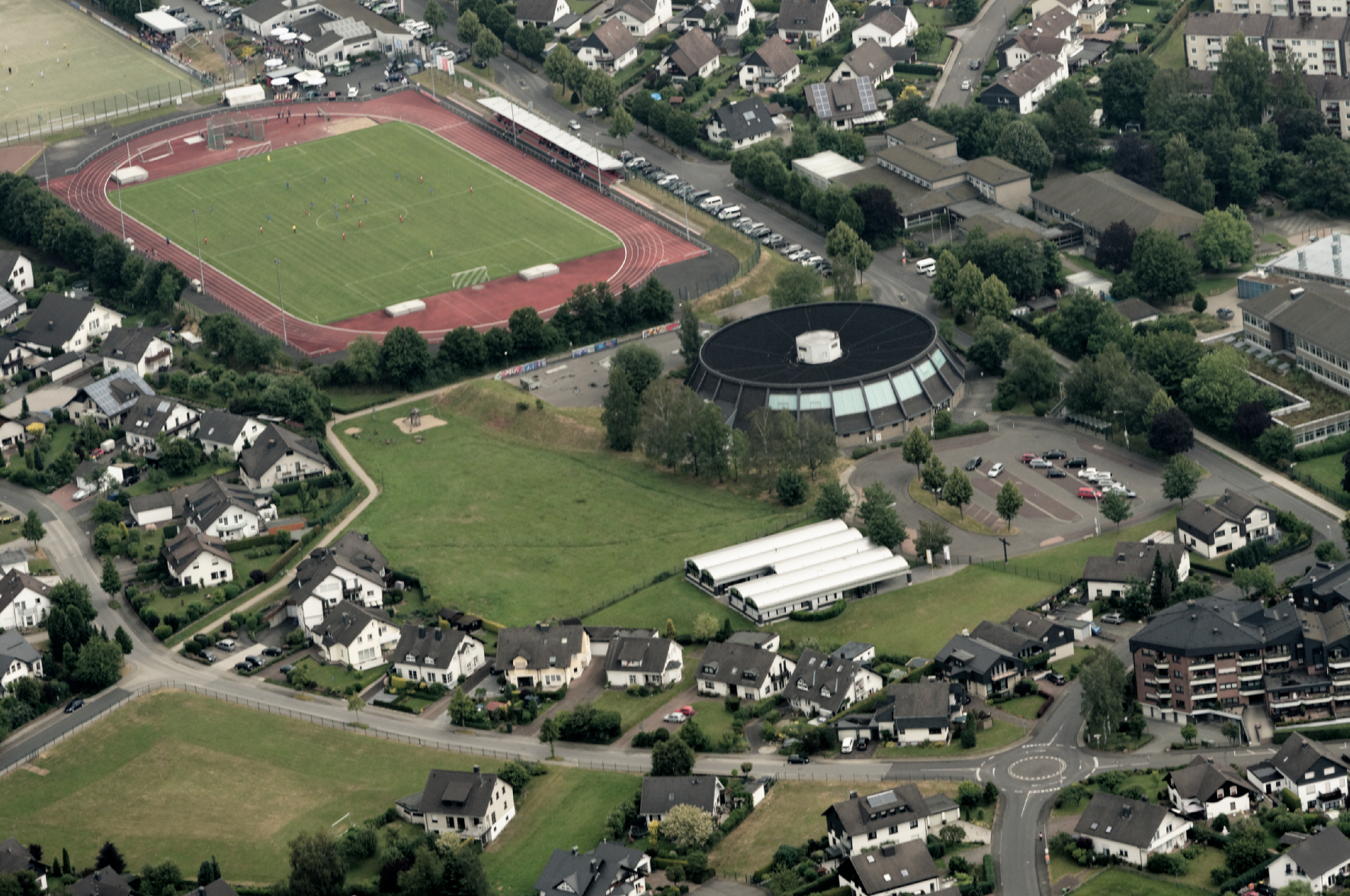
ハンザシュターディオン

アッテンドルン市には、様々な種目のスポーツクラブが数多く存在している。最も多くの会員を擁しているのが TV アッテンドルンである。このクラブは多くの競技種目の部門を有する古典的な、一般スポーツクラブであるが、卓球、自転車競技、トライアスロンで大きな成功を収めている。サッカーについては、中核市区に4つのクラブがある。その中では SV 04 アッテンドルンが最も成功したクラブである。このクラブのチームはランデスリーガ・ヴェストファーレンに参加している。さらにテニスクラブ TC ブラウ＝ヴァイス、SG アッテンドルン＝エネストのハンドボール部門、射弓競技愛好会、陸上競技クラブ、水泳クラブ・シュヴァルツ＝ヴァイス、ゴルフクラブ・レペタール、モータースポーツクラブ・レネタール＝バメノール＝アッテンドルン、その他のクラブが、ほぼあらゆるスポーツ競技を提供している。
アッテンドルン市には、屋内水泳プール、学習水泳プール、天然芝の陸上競技スタジアム、屋内乗馬施設、人工芝のサッカーグラウンドがあり、さらに体育館、テニスコート、グライダー飛行場、ゴルフ場、バイクパーク、ローラースケートパーク、その他のスポーツ施設がある。

### 音楽
アッテンドルンには数多くの音楽クラブがあり、市が運営する音楽学校がある。また、ユーゲントツェントルム（青年センター）は若いバンドの練習場として利用されている。

### 社会団体
アッテンドルンには、一連の社会・市民団体活動を行うクラブもある。たとえば、コルピングファミリー、作業サークル「アイネ・ヴァルト」、市民運動の住民の家「アルター・バーンホーフ」および AG ベゲグヌング・アッテンドルンなどである。

## 経済と社会資本

### 経済
アッテンドルンは、14,291人の社会保険支払い義務のある就労者（2017年12月現在）が働く、オルペ郡の労働市場の中心となっている。市内に住む社会保険支払い義務のある就労者は 10,309人である（2017年12月現在）。本市の労働需要は市内の人口でカバーできない。こうした状況は、通勤労働者数の収支がプラスであることや、失業率がわずか約 4 % であることに反映されている。

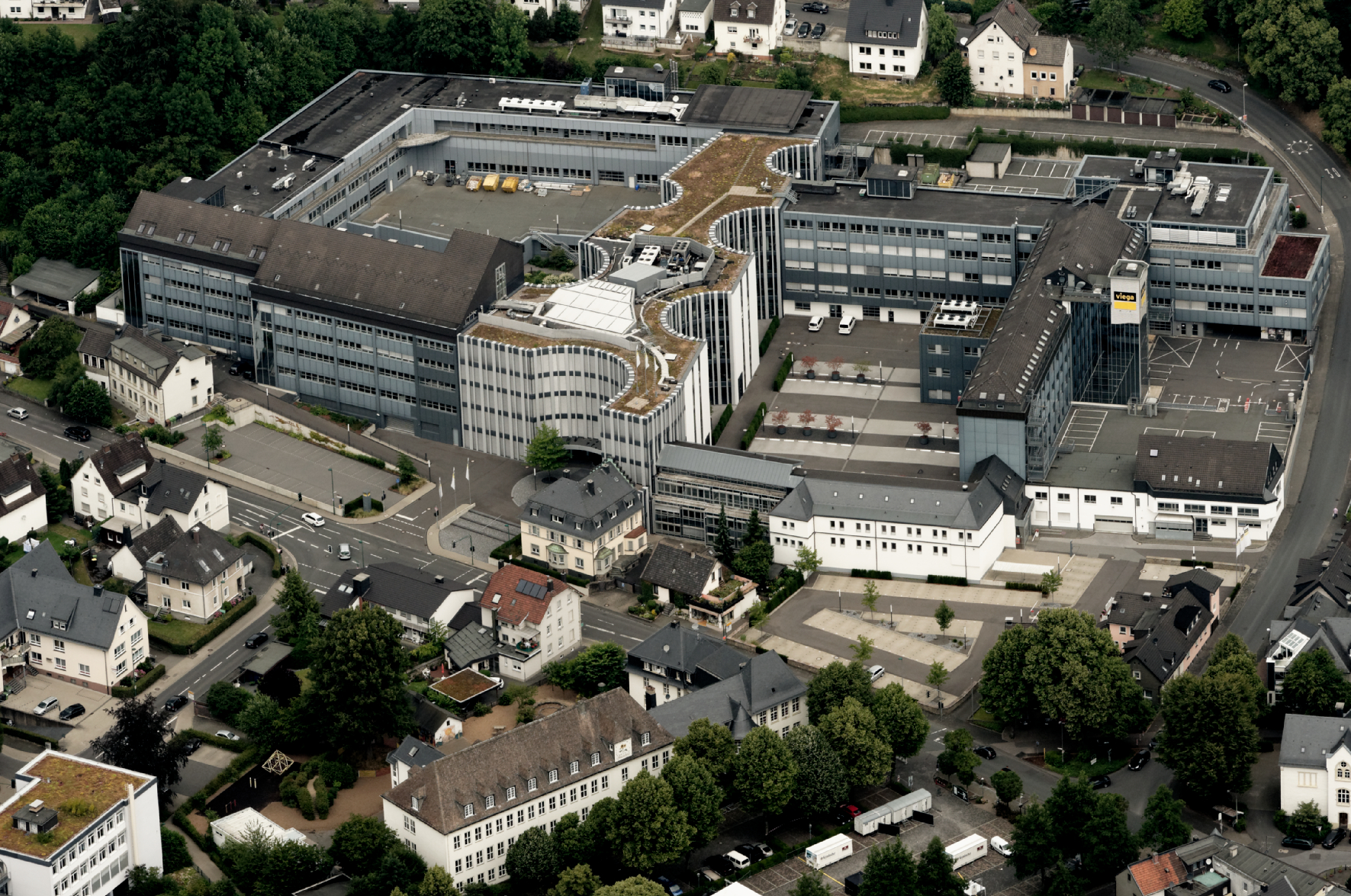
ヴィーガ本社

アッテンドルンの産業は、鉄鋼・金属加工分野の中小企業によって特徴付けられる。その多くが、世界的に活動する自動車部品メーカーである。たとえば、ムベア（この街で働く従業員は 1,072人）、GEDIA（813人）、キルヒホフ・オートモーティブ（799人）、SODECIA ケンメリヒ（407人）などである。この他の重要な分野が、家庭・衛生用品である。この分野の大口の雇用主はヴィーガ（1,366人）、アクアサーム（270人）、BeulCo（228人）である。
アッテンドルンの税率は、土地税 A（農林業者の土地）の賦課率が 170 %、土地税 B（その他の土地）の賦課率が 315 %、営業税賦課率が 395 % である。これら3つの税賦課率は、州の平均よりもかなり低い。
アッテンドルンにはかなりの購買力があるにもかかわらず、小売業の状況は充分とはいえない。ジーゲン商工会の調査報告2017年版によれば、アッテンドルンにおける Handelszentralität（人口1人あたりの小売り購買力に対する1人あたりの市内小売額の割合）は 79.1 であり、購買力が市外に流出していることを示している。近隣都市のこの指標は、オルペが 130.9、レネシュタットが 105.7 であった。

### 交通
アッテンドルンは、アウトバーン網に直接接続していない。最寄りのアウトバーンは市の西側を通る A45号線である。オルペ・インターチェンジまでは約 14 km 離れており、州道 L512号線を使ってアクセスする。マインエルツハーゲン・インターチェンジへは L512号線経由で約 20 km である。最寄りの連邦道は、オルペ近郊を通る州道 B54/B55号線と、レネシュタット近郊を通る B55号線である。市内には合計 222.29 km の市道が通っている。このうち約 42.62 km が集落間を結ぶ道路、29.95 km が経済道路、149.72 km がその他の道路である。さらに州道と郡道、合わせて約 30.90 km が通っている。

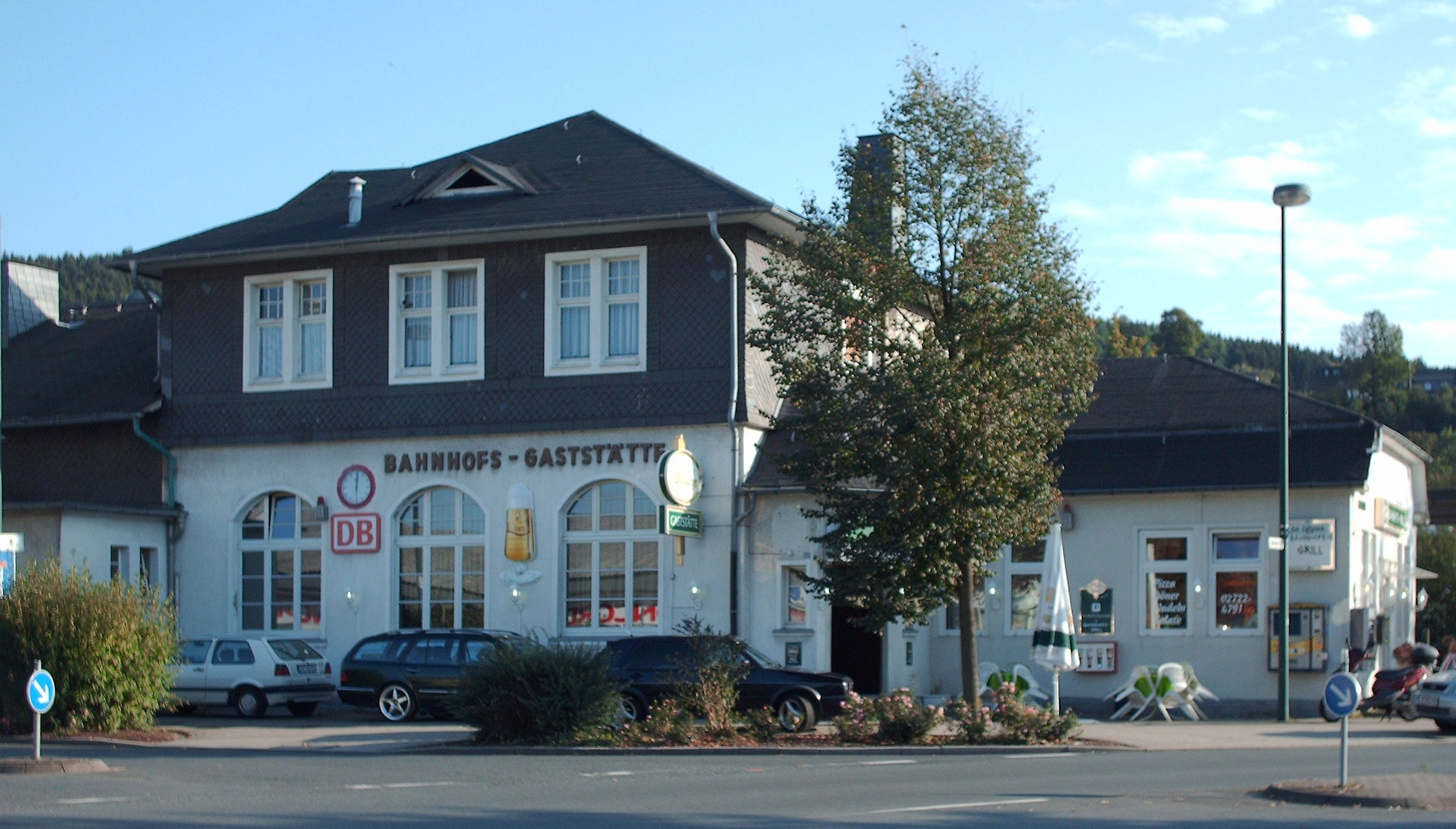
アッテンドルン駅

本市は、ビッゲタール鉄道 (KBS 442) 沿いに位置している。この路線上をビッゲゼー＝エクスプレス (RB 92) が運行しており、市内に多くの駅がある。この鉄道は、オルペおよびフィネントロプ行きで1時間ごとに運行している。アッテンドルン駅で両方向の車両がすれ違う。このためこの駅には2組のレールが通っている。この列車はフィネントロプで、ジーゲンからハーゲンへ運行しているルール＝ジーク線に接続する。
ビッゲゼーでは、4月から10月末までの間、ビッゲゼー旅客船の観光船2隻が運行している。 「ヴェストファーレン」号と「ビッゲ」号である。この観光船は、アッテンドルン市内 2か所、オルペ市 3か所の港の間を運航している。乗降可能な場所の1つがビッゲダムである。ここで、1時間間隔でアッタ洞窟、内市街、ビッゲダム間を結ぶ観光バス路線「ビッゴリーノ」に接続する。

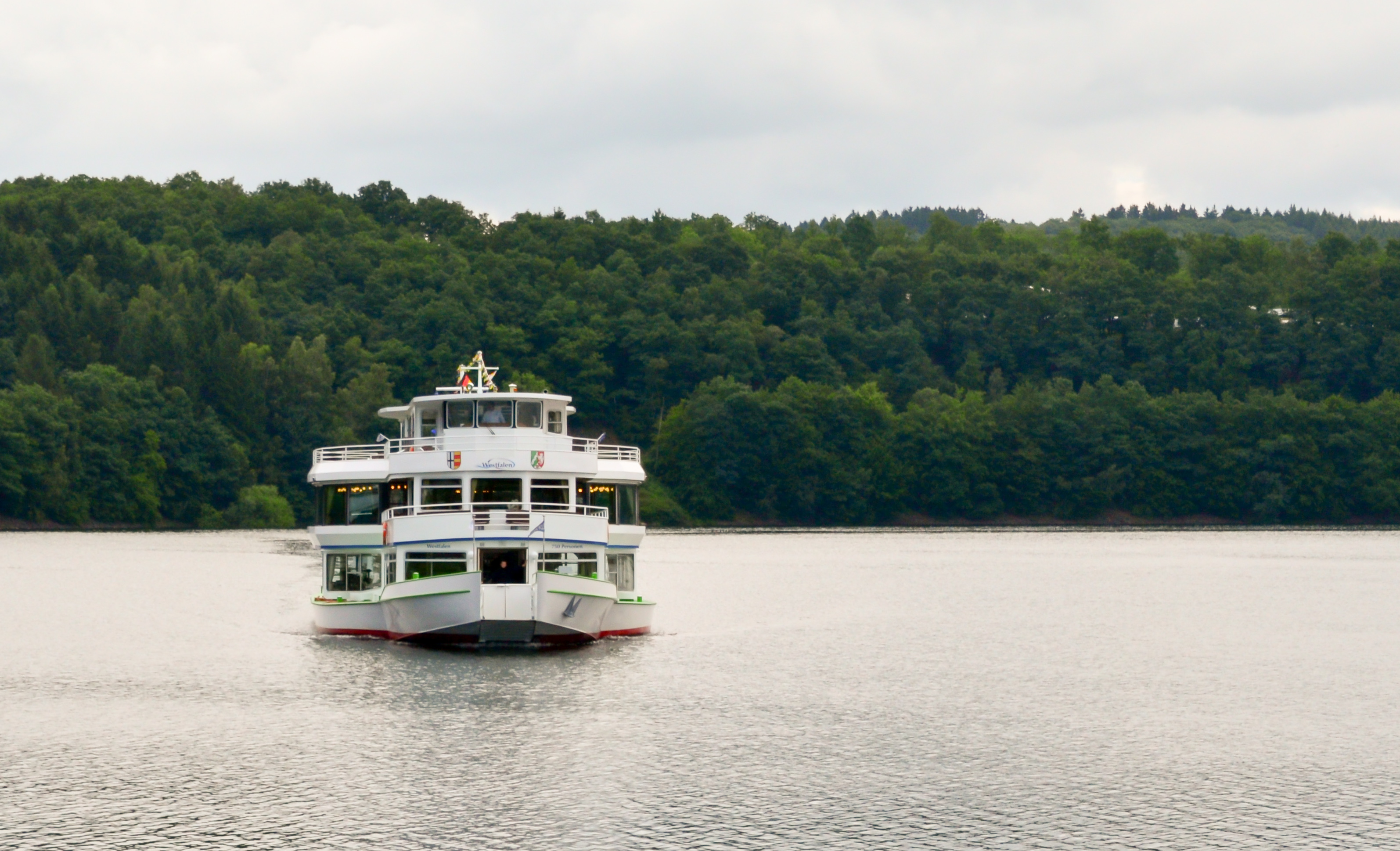
ビッゲゼーの観光船「ヴェストファーレン」号

ビッゲゼーやリスタータール堰周辺には、自転車道がまとまって存在する。たとえば、アッテンドルンの堰堤からオルペのビッゲゼー南岸やフィネントロプまでを結ぶものがある。また、NRW自転車道路網にも接続している。
アッテンドルン近郊に、アッテンドルン＝フィネントロプ飛行場がある。この飛行場は主にグライダースポーツに利用されているが、ゾンダーラントプラッツ（特別飛行場）に分類される。

### メディア

#### 新聞
アッテンドルンでは日刊紙として以下の新聞のローカル版が刊行されている:
- ヴェストフェリシェ・ルントシャウ
- ヴェストファーレンポスト

ただし、両紙のローカル面は2009年以降同一のものである。この年から、同じ出版社が刊行する両紙の地方編集局が統合された。アッテンドルンにはこの他に編集事務所がある。
ジーゲナー・ツァイトゥングの販売地域はオルペ郡にまたがっている。このためオルペ郡向けの地方版があり、そこではアッテンドルンについても報道される。
この他に、水曜日と土曜日に無料のフリーペーパー「ザウアーラントクリアー」が刊行されている。このフリーペーパーにはオルペ郡の情報を掲載したアッテンドルンおよび周辺地区版がある。土曜日にはジーゲナー・ツァイトゥングの娘紙にあたる「ザウアーレンダー・ヴォーヒェンアンツァイガー」(SWA) が刊行される。

#### ラジオ
オルペ郡は、郡内に地方ラジオ局を持たない、州内で数少ない郡の1つである。住民たちはアッテンドルンに関するニュースは、WDR 2 のジーゲン地方スタジオから放送されるラジオプログラムを受信している。この放送局では30分ごとに南ヴェストファーレンからのニュースを放送している。しかしオルペ郡は、2006年4月28日の決定によって、州の放送事業の監督官庁である LfM から、ローカルラジオ局の設立が可能な地域に指定された。運営会社は長年にわたって存在していた。2010年4月に試験放送が始まる予定であった。その受信可能地域の人口は総人口の 68 % にあたり、2011年1月1日にオルペ郡独自のローカルラジオ局が開局した可能性があった。ところがローカルラジオ局は開局しなかった。市内の少なくない地域で近隣のローカルラジオ局であるラジオMKやラジオ・ジーゲンが受信可能である。さらにヘリオス=クリニーク・アッテンドルンには独自のラジオ局がある。この放送は、病院内で週に1度（木曜日）に聴くことができる。

#### テレビ
アッテンドルンは、WDRテレビのジーゲン・スタジオの編集地域に属している。南ヴェストファーレンのローカル番組の時間に、この地域のニュースが放送される。

### 公共機関

#### 役所と研究所
市の行政機関は、市の中心部に位置する市庁舎に入居している。たとえば、市民窓口、市の子供クラブ、アッテンドルン＝フィネントロプ音楽学校の運営部がこれに含まれる。
アッテンドルン市施設局のエネルギー供給部門から発足した企業である「ビッゲー＝エネルギー」が地元のエネルギー供給業者である。
郵便局は2008年に閉鎖された。これ以後、その業務は郵便代理店が引き継いでいる。

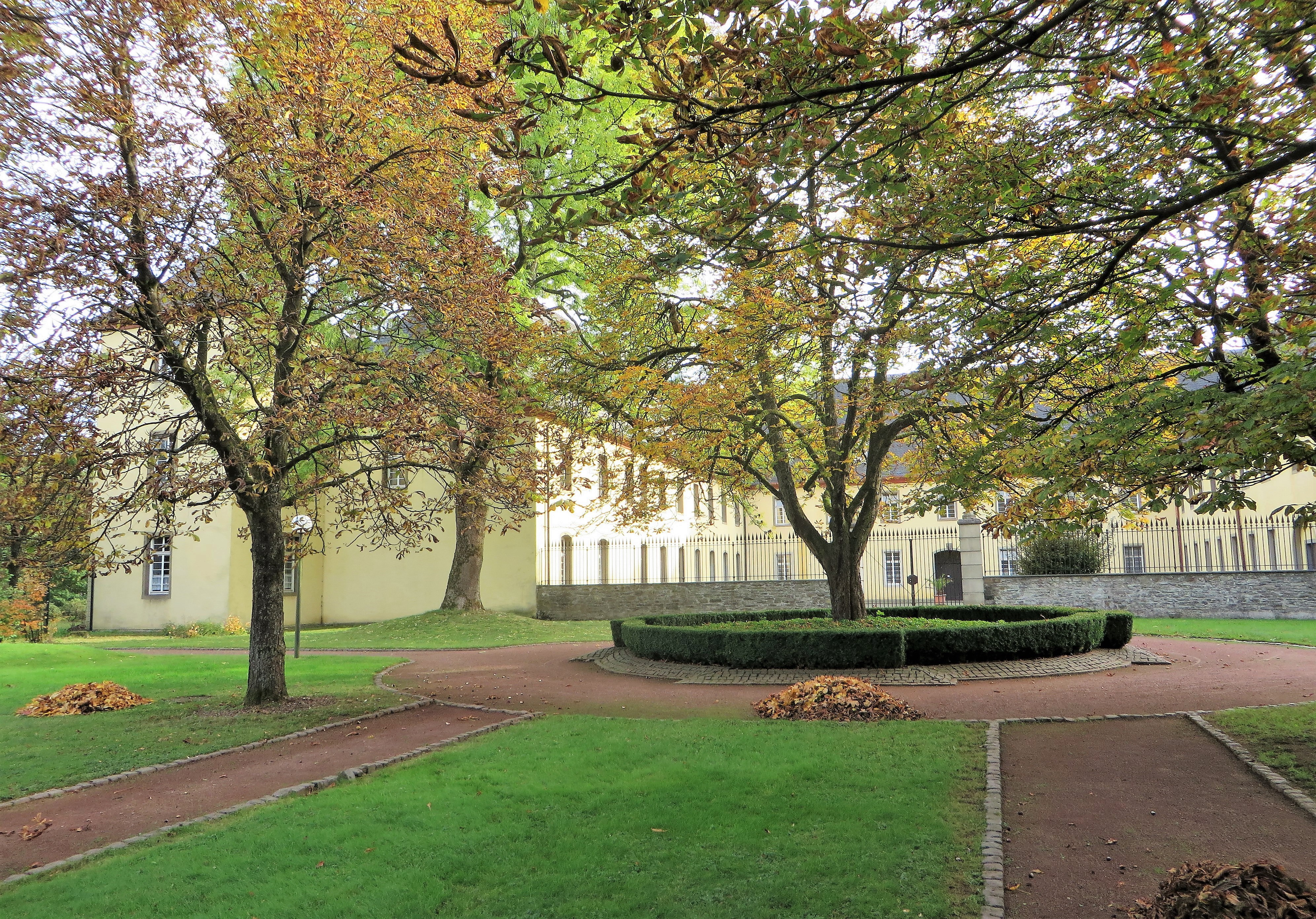
アッテンドルン刑務所

エーヴィヒ地区には1968年からアッテンドルン刑務所がある。初め開放型刑務所としてのみの運用であった。2008年から2010年にアッテンドルンの刑務所は改築され、拡張された。2010年に完成した追加の建築複合体の建設により、それまでのジーゲン分所の閉鎖型刑務所が廃止され、2011年1月半ばから刑務所はアッテンドルンに移転した。収監者は390人に限定されており、270人が開放房、120人が閉鎖房である。アッテンドルンの消防は、アッテンドルフ市消防団によって護られている。8つのグループ（消防隊が2つ、消防班が6つ）に、あわせて289人の消防隊員が業務に就いている。さらに、大きな金属加工業者には企業消防隊がある。
技術救援活動組織 (THW) は1965年からアッテンドルン市に水難専門班を有する技術隊を含む地方部隊を配置している。
警官が24時間待機している警察署がある。ここには、警備担当、地域サービス、交通委員の職員が勤務している。
救急医療は聖バルバラ病院の所在地から提供されている。救急医療はオルペ郡によってコーディネイトされている。ドイツ赤十字は患者搬送の他、イベント時の医療ケアにも利用される。2011年2月1日に発効したヴェストファーレンの救急業務再編に伴い、聖バルバラ病院内に救急診療科がが設けられた。
1979年までアッテンドルンには区裁判所があった。これ以後、アッテンドルンはオルペ区裁判所の管轄下にある。
ノイ＝リスターノール市区に、クールケニシェス・ザウアーラント地域営林署の支署がある。ここにはさらに、ビッゲタール堰沿いやギルベルクインゼルの森林を管理するルール連合のビッゲタール堰林業管区事務所がある。

#### 公共レジャー施設
アッテンドルン市立ホールは、着席で1,079人、立ち見で1,597人の収容人数がある。ここでは、主に、ローカル・イベント（たとえば、射撃祭、謝肉祭など）、コメディ/キャバレー公演やコンサートが開催されている。内市街には、アッテンドルフ市施設局が運営する屋内プールがある。ヴァルエデンブルガー・ブフト水浴場は、ビッゲゼー GmbH によって運営されている。市は、この他に多くの体育館、運動場、ローラースケート場、マウンテンバイクパークを有しており、青年センターを維持管理している。

### 医療

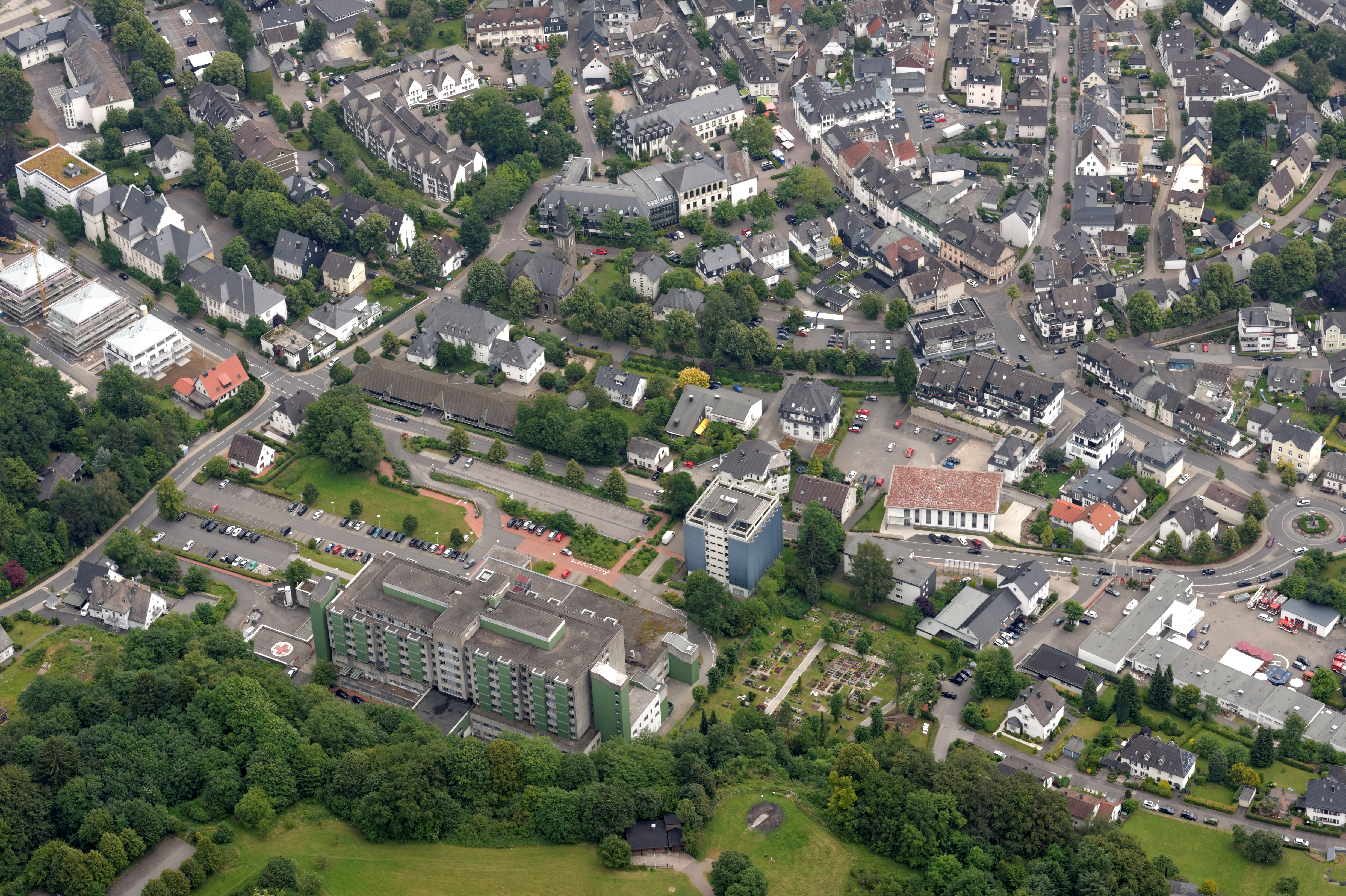
聖バルバラ病院

市内唯一の病院がヘリオス・クリニーク・アッテンドルンである。この、かつての市立聖バルバラ病院は、1999年から2014年まで、バート・ノイシュタット/ザーレのレーン＝クリニークム AG の 100 % 子会社となった。2014年からは、フレゼニウス財団のヘリオス＝グループに属している。この病院は、入院病床 286、外来治療用の診察治療室 12、さらには週に1度木曜日に放送する院内ラジオ局 KRA 2 を有している。

### 教育
アッテンドルンは、学校所在地として、この地域で重要な地位を占めている。
アッテンドルン市には幼稚園が 17園ある。ヴィントハウゼン、リスターシャイト、ヘルデン、レルレッケン、エネストにはそれぞれ1園、ノイ＝リスターノールには2園の幼稚園がある。
全部で6校の基礎課程学校が、初等段階の児童教育を行っている。中核市区に3校、エネスト、ヘルデン、ノイ＝リスターノールにそれぞれ1校がある。
さらに、中核市区に隣り合って2校の本課程学校がある。ゲマインシャフツハウプトシューレ（宗派混合の本課程学校）とカトリックのカーディナル＝フォン＝ガレン＝シューレである。現在はゼクンダーシューレのハンゼシューレがある。
アッテンドルン市内で唯一の実科学校聖ウルズラ実科学校は、カトリック教会が運営する私立学校である。この1校だけで、実科学校への進学を希望する生徒をすべて受け容れることはできないので、フィネントロプの学校へ入学する生徒もいる。

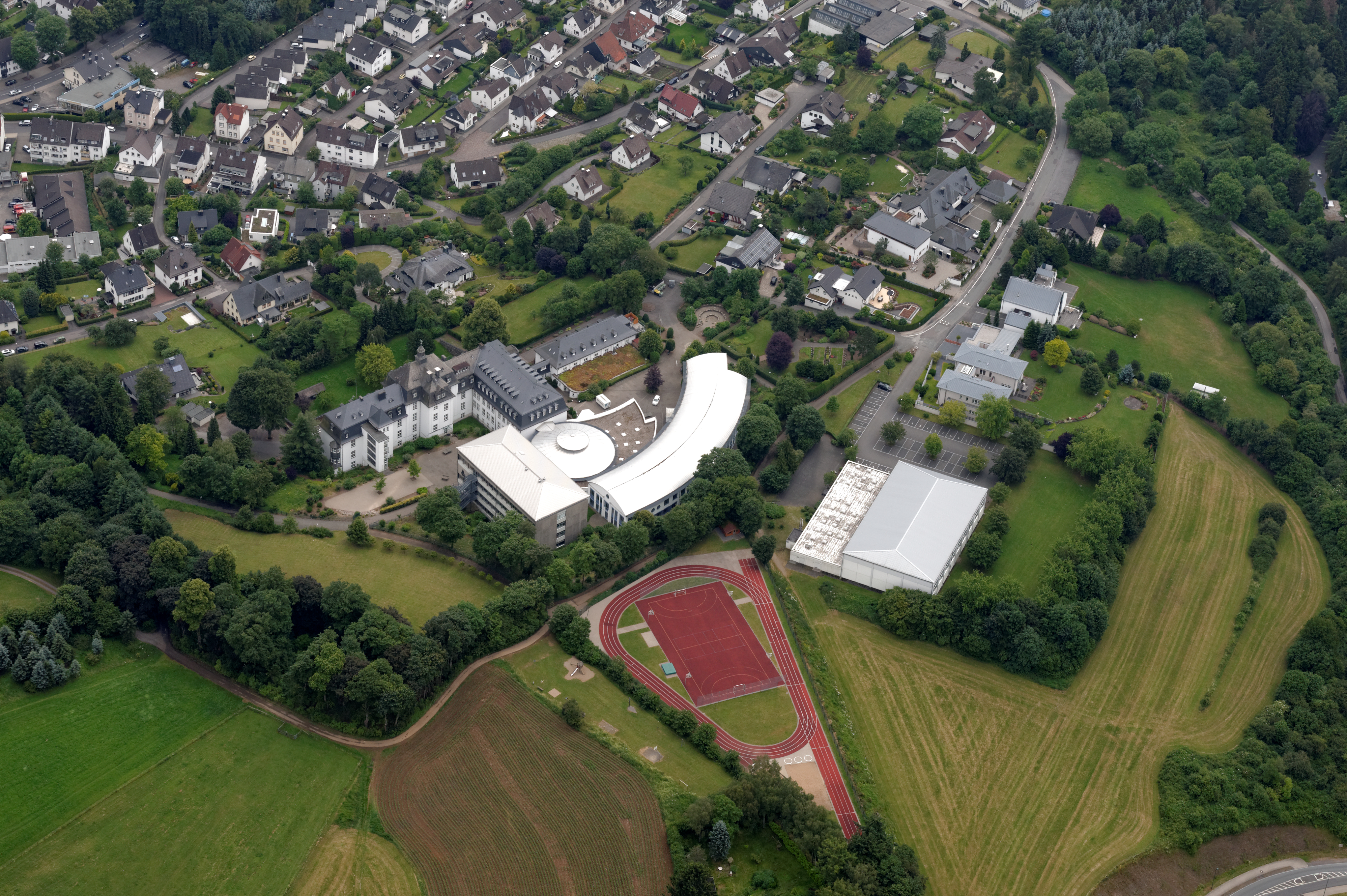
聖ウルズラ＝ギムナジウム

アッテンドルンにはこの他にギムナジウムが2校ある。このうち1校が市立のリヴィウス＝ギムナジウムである。この学校の前身は1515年に設立された。現在このギムナジウムには約670人が在籍している。もう1校が、実科学校と同じくパーダーボルン大司教区が運営する聖ウルズラ＝ギムナジウムである。この学校は、20世紀初めにアッテンドルンに移転したウルズラ会修道院を起源としている。現在このギムナジウムには約800人が在籍している。アッテンドルンのギムナジウムでは、フィネントロプからの生徒やプレッテンベルクの生徒も多く学んでいる。上級学年では両校の共同授業もある。これにより頻度の少ない基礎科目を履修することができる。
職業学校については、オルペ郡が、オルペ郡職業補習高等専門学校アッテンドルン分校の運営者となっている。そのキャンパスには、主に商業分野の専門教育が、二重訓練システムの枠組みで行われている。職業訓練の前後には全日制の教育課程があり、全日制職業教育、継続教育が行われている。
さらに、精神障害を持つ青少年に特化した聖ラウレンティウス養護学校がある。マルティヌス＝シューレでは言語障害を持つ子供が初等教育を受けている。学習に重点を置く養護学校アルベルト＝シュヴァイツァー＝シューレは2014年に閉校となった。
アッテンドルン音楽学校は、アッテンドルン市が運営している。アッテンドルン定時制ギムナジウムは、リヴィウス＝ギムナジウムの建物を用い、職業を持つ学生にアビトゥーア取得の可能性を開いている。この他にノイ＝リスターノールのアカデミー・ビッゲゼーは成人教育の場であり、様々なセミナーを提供している。この他に、アッテンドルンにはオルペ市民大学の様々なコースがある。最寄りの大学はジーゲン大学である。

## 人物

### 出身者
- アンゲラ・マリア・アウチュ（ドイツ語版、英語版）（1900年 - 1944年）ナチの犠牲者
- オットー・ペゲラー（1928年 - 2014年）哲学者
- ヴォルフガング・デムトレーダー（1931年 - ）物理学者
- マルク・ハインリヒ（ドイツ語版、英語版）（1961年 - ）陸上競技選手
- ターニャ・ヘネス（1971年 - ）自転車競技選手

### ゆかりの人物
- カール・シュミット（1888年 - 1985年）思想家、法学者、政治学者、哲学者。アッテンドルンのカトリックの神学校寄宿舎に住み、ギムナジウムで学んだ。
- ハインツ・G・コンザリク（1921年 - 1999年）小説家。第二次世界大戦後、母親がケルンから疎開していたアッテンドルンに住んだ。彼はその最初の小説「Liebesspiel mit Jubilar」でアッテンドルンを扱った。また、妻はアッテンドルンで教師をしていた。
- パウル・ヨーゼフ・コルデス（ドイツ語版、英語版）（1934年 - ）枢機卿。1955年にリヴィウス＝ギムナジウムでアビトゥーアを修得した。

## 文献

### 引用文献
- Kreis Olpe. “Landschaftsplan Nr. 3 Attendorn - Heggen - Helden” (PDF). 2019年2月6日閲覧。

## 訳注
1. ↑  季節の変化に匹敵するほど人々の活動に変化を及ぼす大きな祭りやイベントをドイツ語では「fünfte Jahreszeit」（第5の季節）と呼ぶ
2. ↑  ドイツの土地税および営業税の税率は全国共通の基本税率に賦課率を掛けた値となる。